# Tsouglag Trinlé Gyatso
Pawo Rinpoché
Tsouglag Kuntou Zangpo Tsouglag Teundroup

Tsouglag Trinlé Gyatso (tibétain : གཙུག་ལག་ཕྲིན་ལས་རྒྱ་མཚོ་, Wylie : gtsug lag phrin las rgya mtsho, 1650 - 1699) est le 5e Pawo Rinpoché, un important tulkou de la lignée karma-kagyu. 

## Biographie
Tsouglag Trinlé Gyatso fut identifié comme réincarnation du 4e Pawo Rinpoché en 1651 au pied du mont Dorje Gyudron (rdo rje gyu sgron) par le 10e karmapa Chöying Dorje.
Le 10e karmapa qui s'était réfugié pendant plus de 25 ans à l'est du Tibet fit son retour à Lhassa en 1673 après amélioration de la situation politique. Il rencontra le 5e dalaï-lama, qui en reconnaissance d'avoir œuvrer à apaiser les conflits, lui confirma qu'il pouvait revenir à Tsourphou, tandis que le 7e Sharmar s’installerait à Yangpachen, et le 5e Pawo Rinpoché Tsouglag Trinlé Gyatso au monastère de Nénang qui devint son siège officiel. Pour sceller le retour de l'harmonie entre les lignées guéloug et karma-kagyu, le 5e dalaï-lama donna les vœux de moines au 5e Pawo Rinpoché et au 6e Gyaltsab Rinpoché Norbu Zangpo.